# Уильямсон, Одри
Одри Дорин Свейн Уильямсон (англ. Audrey Doreen Swayne Williamson, в замужестве Митчелл (англ. Mitchell); 28 сентября 1926, Борнмут, Великобритания — 29 апреля 2010, Рос-он-Си, Великобритания) — британская легкоатлетка, серебряный призёр Олимпийских игр в Лондоне (1948) на дистанции 200 м.

## Спортивная карьера
Служила в женском Королевском армейском корпусе и до лондонской Олимпиады не имела громких побед. На  домашних летних Олимпийских играх (1948) она первенствовала в предварительном забеге на 200 м с результатом 25,4 секунды, в финале с результатом 25,1 секунды стала второй. После этого успеха других громких достижений у спортсменки не было. 